# Ян Ласький (примас)
Ян Ла́ський (пол. Jan Łaski; 1456, Ласьк, Польща — 19 травня 1531, Каліш) — польський державний та релігійний діяч. Архієпископ ґнєзненський та примас Польщі (1510—1531). Великий коронний канцлер з 1503—1510 роках, коронний секретар з 1501 року. Відзначився як відомий політик та знавець права. Стрийко відомого реформатора Яна Ласького молодшого.

## Біографія
Батько Ласького не займав ніякої посади, а сам Ян не потрапив до Краківського університету. Тільки завдяки покровительству Кшеслава Курозвенцького Ласький був призначений великим коронним секретарем в 1502 році. Трохи згодом король Олександр надав йому посаду великого коронного канцлера, завдяки якій мав величезний вплив на справи Польщі. В 1505 році шляхта на радомському сеймі висловила побажання, щоб сеймові постанови були зібрані та опубліковані. Справу король доручив канцлеру, який за участі юриста Заборовського зібрав і в 1506 році опублікував всі сеймові постанови (так званий «Статут Ласького» вийшов під заголовком «Commune inclyti Polonie Regni privilegium constitutionum et indultuum»).
Від звання канцлера через сеймову постанову 1504 року мав зректися, проте зберіг вплив на державні справи та іноземну політику. Він наполягав на енергійній політиці по відношенню до Тевтонського ордену (в 1513 році на 5-у Латеранському соборі склонив Папу до визнання васальної залежності ордену від Польщі). Його дворічна відсутність в Короні сильно похитнула його політичний вплив. Число його супротивників значно виросло (їх очолив Петро Томіцький). Не любила Ласького і друга дружина короля Бона Сфорца. Тим не менш, Ян намагався провадити політику захисту інтересів корони по відношенню до ордену, протистояв Габсбургам в Угорщині.
В 1510 році стає ахієпископом і примасом Польці. Брав участь в переговорах про мир Польщі з Молдовою в Кам'янці в 1510 році після поразки молдавських військ на р. Дністер у 1509 р.. Був у складі дипломатичної делегації з Єжи Крупським, Станіслав Ходецьким, Петром Томіцьким 23 січня 1510 р. при укладанні Мирної угоди між польським королем Сигізмунтом І та молдавським господарем Богданом III через заступництво угорського короля Владислава II.
У бутність Ласького архієпископом було зібрано десять провінційних синодів. По його ініціативі було створено економічний опис Ґнезненської архидієцезії («Joannis de Lasco Liber Beneficiorum Arc h idioecesis Gnesnensis», Ґнезно, 1880—1881). Духовенство було невдоволене примасом, який збагачував своїх родичів коштом церковних земель і сам був досить розтратливий, завдяки чому мав багато боргів.
Систематично надавав матеріальну підтримку Ягелонському університету.

## Праці
- «Commune incliti Polonie Regni priuilegium constitutionum et indultuum publicitus decretorum, approbatorumque cum nonnullis iuribus tam divinis quam humanis per serenissimum principem et dominum dominum Alexandrum, Dei gratia Regem Poloniae, magnum ducem Lithwanie, Russie, Prussieque dominum et haeredem etc. Non tamen in illud priuilegium sed motu proprio regio serenitatis sue p[er] adhortationem p[ro] instructione Regnicolarum, proque regni eiusdem, ac iusticie statu feliciter dirigendis eidem priuilegio annexis et ascriptis.» Краков. 1505
- «Liber Beneficiorum»